# Hoofdklasse 2018-19
La Hoofdklasse 2018-19 fue la edición número 86 de la Hoofdklasse, el torneo de fútbol principal en Surinam. La temporada comenzó el 1 de noviembre de 2018 y terminó en 2019. El SV Robinhood fue el campeón defensor.

## Sistema de competición
Los 16 equipos participantes se enfrentaron en un formato de de todos contra todos. Al final de las 30 fechas el club con la mayor cantidad de puntos fue declarado campeón. 

### Descenso
Los dos clubes que ocuparon las últimas posiciones descendieron de categoría, no pudiendo jugar en esta liga en la temporada 2019-20 y viéndose obligados a jugar la Eerste Klasse de la susodicha temporada. 

### Clasificación a torneos internacionales
El campeón clasificará al CONCACAF Caribbean Club Shield 2020, donde podrá disputar un lugar para la Liga Concacaf  2020, así como lo hizo SV Robinhood en la edición 2019 de dicha competencia.

### Criterios de desempate
- Partidos ganados
- Diferencia de goles
- Goles a favor
- Enfrentamientos directos
- Tarjetas amarillas
- Tarjetas rojas

## Equipos participantes
La Federación de Fútbol de Surinam instauró una expansión a 16 equipos en la liga para la temporada 2019-20. Por ende, ningún equipo descendió en la temporada 2018-19, existiendo 3 ascensos desde la Eerste Klasse 2018-19.

### Ascensos
| Pos. | Ascendidos de la Eerste Klasse 2018-19 |
| ---- | -------------------------------------- |
| 1.º  | SV Broki                               |
| 2.º  | Santos                                 |
| 3.º  | Acoconut                               |

### Información de los equipos
| Equipo                      | Fundación               | Ciudad                        | Distrito               | Estadio                                        | Capacidad |
| --------------------------- | ----------------------- | ----------------------------- | ---------------------- | ---------------------------------------------- | --------- |
| ACoconut                    | 2010                    | Brokopondo                    | Brokopondo             | Bigi Wey Sports Center                         | 1 300     |
| Botopasi                    | 2015                    | Botopasi                      | Sipaliwini             | NGVB Stadion                                   | 3 500     |
| Broki                       | n/d                     | Barrio Abra Broki, Paramaribo | Paramaribo             | Estadio André Kamperveen                       | 7 500     |
| Internacional Moengotapoe   | 1 de enero de 1992      | Moengo                        | Moengotapoe, Marowijne | Ronnie Brunswijkstadion                        | 5 000     |
| Leo Victor                  | 9 de enero de 1934      | Paramaribo                    | Paramaribo             | Dr. Ir. Franklin Essed Stadion (Flora Stadion) | 3 500     |
| Nishan 42                   | 2013                    | Meerzorg                      | Commewijne             | Meerzorg Stadion                               | 1 300     |
| Notch                       | 11 de febrero de 2003   | Moengo                        | Moengotapoe, Marowijne | Moengo Stadion                                 | 2 000     |
| Papatam                     | 2011                    | Albina                        | Marowijne              | Albina Stadion                                 | 1 000     |
| Politie Voetbal Vereninging | 1 de septiembre de 1924 | Paramaribo                    | Paramaribo             | NGVB Stadion                                   | 3 500     |
| Robinhood                   | 6 de febrero de 1945    | Paramaribo                    | Paramaribo             | Dr. Ir. Franklin Essed Stadion (Flora Stadion) | 3 500     |
| Santos Nickerie             | 9 de septiembre de 1964 | Nieuw Nickerie                | Nieuw Nickerie         | Nickerie Voetbal Stadion                       | 3 400     |
| Surinaam Nation Leger       | 5 de enero de 1926      | Paramaribo                    | Paramaribo             | NGVB Stadion                                   | 3 500     |
| Transvaal                   | 15 de enero de 1921     | Paramaribo                    | Paramaribo             | Estadio André Kamperveen                       | 7 500     |
| Voorwaarts                  | 1 de agosto de 1919     | Paramaribo                    | Paramaribo             | Voorwaartsveld                                 | 1 500     |
| Walking Boyz Company        | 16 de enero de 1997     | Paramaribo                    | Paramaribo             | Estadio André Kamperveen                       | 7 500     |
| West United                 | 2012                    | Totness                       | Coronie                | Letitia Vriesde Sportcomplex                   | 1 000     |

## Tabla de posiciones
Actualizado el 9 de septiembre de 2019
| Pos. | Equipo                     | PJ | PG | PE | PP | GF | GC  | DG  | Pts. | Clasificado a                                 |
| ---- | -------------------------- | -- | -- | -- | -- | -- | --- | --- | ---- | --------------------------------------------- |
| 1    | Inter Moengotapoe (C)      | 30 | 24 | 5  | 1  | 75 | 28  | +47 | 77   | Campeón y CONCACAF Caribbean Club Shield 2020 |
| 2    | Robinhood                  | 30 | 23 | 7  | 0  | 95 | 22  | +73 | 76   |                                               |
| 3    | Leo Victor                 | 30 | 21 | 3  | 6  | 69 | 34  | +35 | 66   |                                               |
| 4    | Transvaal                  | 29 | 18 | 4  | 7  | 66 | 33  | +33 | 58   |                                               |
| 5    | Politie Voetbal Vereniging | 30 | 16 | 6  | 8  | 64 | 39  | +25 | 54   |                                               |
| 6    | Walking Boyz Company       | 30 | 16 | 4  | 10 | 57 | 43  | +14 | 52   |                                               |
| 7    | Surinaam National Leger    | 30 | 15 | 3  | 12 | 65 | 54  | +11 | 48   |                                               |
| 8    | West United                | 30 | 11 | 2  | 17 | 39 | 47  | -12 | 35   |                                               |
| 9    | Notch                      | 30 | 10 | 4  | 16 | 38 | 59  | -21 | 34   |                                               |
| 10   | Voorwaarts                 | 30 | 9  | 5  | 16 | 47 | 48  | -1  | 32   |                                               |
| 11   | Broki                      | 30 | 9  | 5  | 16 | 52 | 61  | -9  | 32   |                                               |
| 12   | Santos                     | 30 | 7  | 11 | 12 | 45 | 60  | -15 | 32   |                                               |
| 13   | Nishan 42                  | 30 | 7  | 8  | 15 | 50 | 76  | -26 | 29   |                                               |
| 14   | ACoconut FC (a)            | 30 | 7  | 2  | 21 | 51 | 87  | -36 | 20   |                                               |
| 15   | Papatam (D)                | 30 | 5  | 4  | 21 | 45 | 91  | -46 | 19   | SVB-Eerste Klasse 2019-20                     |
| 16   | Botopasi (a) (D)           | 29 | 3  | 3  | 23 | 29 | 102 | -73 | 9    | SVB-Eerste Klasse 2019-20                     |

(a) Se le restaron 3 puntos.